# صديقة بلخي
صديقة بلخي (الدَرية: صدیقه بلخی) هي سياسية أفغانية ووزيرة سابقة في حكومة حامد كرزاي.

## نشأتها
ولدت بلخي عام 1950 في مزار الشريف، محافظة بلخ، أفغانستان. سُجن والدها، إسماعيل بلخي، عدة مرات في أفغانستان وتسمم في النهاية. أكملت شهادة البكالوريوس. في الدراسات الإسلامية ومتابعة التعليم الإضافي أثناء الإقامة في إيران. درست لفترة وعملت مديرةً. تزوجت في سن مبكرة ولديها ستة أطفال. كان شقيقها، سيد علي بلخي، خبيرًا اقتصاديًا قُتل في عهد الحزب الشيوعي الديمقراطي الشعبي لأفغانستان.

## حياتها مهنية
صدیقة بلخي قادت المركز الإسلامي للأنشطة السياسية والثقافية للمرأة الأفغانية خلال حكم طالبان، وكان مقره في محافظة خراسان بإيران. انتقلت إلى أفغانستان عام 1991 حيث واصلت عملها سراً. في كانون الأول 2001، كانت واحدة من ثلاث نساء الاتي شَارَكنَ في اتفاقية بون. انتخبت مرتين في مجلس الشيوخ الأفغاني (Meshrano Jirga). شغلت منصب رئيسة لجنة شؤون المرأة في مجلس الشيوخ الأفغاني. عملت وزيرة الشهداء والمعاقين في حكومة حامد كرزاي من 2004 إلى 2009. في عام 2005، نجت صدیقة بلخي وقائد الجيش الأفغاني بسم الله خان محمدي من حادث تحطم مروحية. يُعتقد أن الحادث كان حادثًا.